# J리그 디비전 1 2013

J리그 디비전 1 2013은 일본의 최상위 축구 리그의 48번째 시즌이자 J리그 설립 후 21번째를 맞는 시즌이다. 시즌은 3월 2일에 시작하여 12월 7일에 끝났다.
산프레체 히로시마가 이전 대회 우승팀이다.

## 참가 팀
2012 시즌 하위 세 팀인 비셀 고베와 감바 오사카, 콘사도레 삿포로가 강등되었다. 콘사도레 삿포로는 한 시즌 만에 다시 J2로 돌아가게 되었고 빗셀 고베는 6시즌 간 1부 리그에 머물다 강등되었다. 감바 오사카는 1993년 J리그 설립 후 처음으로 강등되었는데, 이는 팀의 전신인 마츠시타 전기 산업 축구 클럽이 일본 축구 리그 2부 리그로 강등된 1986-87 시즌 이후 처음이다.
강등된 3팀을 대신하여 J리그 디비전 2 2012 우승팀 반포레 고후와 준우승팀 쇼난 벨마레, 플레이오프에서 승리한 6위팀 오이타 트리니타가 새로 디비전 1에 참가하게 되었다. 고후는 강등 후 1시즌 만에 디비전 1로 복귀하였고 쇼난은 2시즌 만에 다시 디비전 1로 복귀하였다. 오이타는 플레이오프 결승전에서 제프 유나이티드 이치하라 지바를 꺽으며 3시즌만에 디비전 1로 복귀하였다.

## 리그 순위
| 순위 | 팀                     | 경기 | 승 | 무 | 패 | 득 | 실 | 차  | 승점 | 참가 자격 및 강등                |
| ---- | ---------------------- | ---- | -- | -- | -- | -- | -- | --- | ---- | -------------------------------- |
| 1    | 산프레체 히로시마 (C)  | 34   | 19 | 6  | 9  | 51 | 29 | +22 | 63   | AFC 챔피언스리그 2014 조별 리그1 |
| 2    | 요코하마 F. 마리노스   | 34   | 18 | 8  | 8  | 49 | 31 | +18 | 62   | AFC 챔피언스리그 2014 조별 리그1 |
| 3    | 가와사키 프론탈레      | 34   | 18 | 6  | 10 | 65 | 51 | +14 | 60   | AFC 챔피언스리그 2014 조별 리그1 |
| 4    | 세레소 오사카          | 34   | 16 | 11 | 7  | 53 | 32 | +21 | 59   | AFC 챔피언스리그 2014 조별 리그1 |
| 5    | 가시마 앤틀러스        | 34   | 18 | 5  | 11 | 60 | 52 | +8  | 59   |                                  |
| 6    | 우라와 레드 다이아몬드 | 34   | 17 | 7  | 10 | 66 | 56 | +10 | 58   |                                  |
| 7    | 알비렉스 니가타        | 34   | 17 | 4  | 13 | 48 | 42 | +6  | 55   |                                  |
| 8    | FC 도쿄                | 34   | 16 | 6  | 12 | 61 | 47 | +14 | 54   |                                  |
| 9    | 시미즈 에스펄스        | 34   | 15 | 5  | 14 | 48 | 57 | -9  | 50   |                                  |
| 10   | 가시와 레이솔          | 34   | 13 | 9  | 12 | 56 | 59 | -3  | 48   |                                  |
| 11   | 나고야 그램퍼스        | 34   | 13 | 8  | 13 | 47 | 48 | -1  | 47   |                                  |
| 12   | 사간 도스              | 34   | 13 | 7  | 14 | 54 | 63 | -9  | 46   |                                  |
| 13   | 베갈타 센다이          | 34   | 11 | 12 | 11 | 41 | 38 | +3  | 45   |                                  |
| 14   | 오미야 아르디자        | 34   | 14 | 3  | 17 | 45 | 48 | -3  | 45   |                                  |
| 15   | 방포레 고후            | 34   | 8  | 13 | 13 | 30 | 41 | -11 | 37   |                                  |
| 16   | 쇼난 벨마레            | 34   | 6  | 7  | 21 | 34 | 62 | -28 | 25   | J리그 디비전 2 2014로 강등       |
| 17   | 주빌로 이와타          | 34   | 4  | 11 | 19 | 40 | 56 | -16 | 23   | J리그 디비전 2 2014로 강등       |
| 18   | 오이타 트리니타        | 34   | 2  | 8  | 24 | 31 | 67 | -36 | 14   | J리그 디비전 2 2014로 강등       |

* 마지막 업데이트 : 2013년 12월 7일
* 출처 : J리그 디비전 1
* 순위 결정방식 : 
1) 승점; 2) 골 득실차; 3) 득점 수.
1: 요코하마 F. 마리노스가 아시아 챔피언스리그 출전권이 주어지는 천황배 2013에서 우승을 차지하여 리그 4위 팀에게도 아시아 챔피언스리그 출전권이 주어졌다.
* (C) = 우승; (R) = 강등; (P) = 승격; (O) = 플레이오프 승리; (A) = 다음 라운드 진출 
* 시즌이 끝나지 않은 경우만 사용되는 표시: 
(Q) = 대항전 진출 자격이 됨; (TQ) = 대항전 진출 자격이 됐으나 진출할 라운드가 정해지지 않음; (RQ) = 강등 결정전 진출 자격이 됨; (DQ) = 대항전 진출 자격을 잃음.